# Pedro, o Ibérico
Pedro, o Ibérico (em georgiano: პეტრე იბერი) foi uma das maiores figuras eclesiásticas da Palestina, um notável teólogo e filósofo ortodoxo, um dos fundadores do neoplatonismo cristão, e Metropolita de Majuma. Pedro era um georgiano nascido em Reino da Ibéria.